# Bulbophyllum aphanopetalum
Bulbophyllum aphanopetalum là một loài phong lan thuộc chi Bulbophyllum.